# فرودگاه هریبرتو گیل ماراینز
فرودگاه هریبرتو گیل ماراینز (به انگلیسی: Heriberto Gíl Martínez Airport) (به زبان بومی: Aeropuerto Heriberto Gil Martínez) یک فرودگاه همگانی ۱٫۷۷۵ با کد یاتا ULQ است که یک باند فرود بله دارد و طول باند آن آسفالت متر است. این فرودگاه در کشور کلمبیا قرار دارد و در ارتفاع ۹۵۵ متری از سطح دریا واقع شده‌است.